# Lars Henriksson (jurist)
Lars Henriksson, född 1968, är en svensk jurist och professor i rättsvetenskap  med särskild inriktning mot konkurrensrätt vid Handelshögskolan i Stockholm. Henriksson avlade ekonomexamen vid Handelshögskolan i Stockholm 1991, och magisterexamen i rättsvetenskap vid Stockholms universitet 1998. Han disputerade i rättsvetenskap med särskild inriktning mot konkurrensrätt vid Handelshögskolan i Stockholm 2003.